# Lanterna Verde (serial)
Lanterna Verde (engleză Green Lantern: The Animated Series) este un desen animat generat de computer care concentrează pe aventurile lui Hal Jordan, Lanterna Verde a sectorului 2814, și prietenul său, Kilowog în lupta lor împotriva personajului principal negativ, Lanterna Roșie. Desenul a fost pe Cartoon Network ca parte a blocului "DC Nation". Un sneak peek de o oră a fost difuzat pe 11 noiembrie 2011, în timp ce premiera oficială a fost pe 3 martie 2012, cu un nou episod difuzându-se în fiecare săptămână de atunci. Aceasta este prima serie cu Lanterna Verde și prima serie WB/DC generată de computer. Serialul a fost anulat după un singur sezon din cauza vânzărilor reduse a jucăriilor după eșecul comercial și critic al filmului.
Premiera în România a fost pe 10 decembrie 2012.

## Personaje

### Personaje principale
- Hal Jordan
- Kilowog
- Razer
- Aya
- Atrocitus

### Alte personaje
- Carol Ferris
- Salaak
- Ch'p
- Tomar Re
- Guy Gardner

## Episoade
| Premiera în România | N/o | Titlu român                  | Titlu original           |
| ------------------- | --- | ---------------------------- | ------------------------ |
|                     |     |                              |                          |
| SEZONUL 1           |     |                              |                          |
|                     |     |                              |                          |
| 10.12.2012          | 01  | Nu vă puneți cu mine         | Beware My Power          |
| 10.12.2012          | 02  | Nu vă puneți cu mine         | Beware My Power          |
|                     |     |                              |                          |
| 17.12.2012          | 03  | Decizia lui Razer            | Razer's Edge             |
|                     |     |                              |                          |
| 24.12.2012          | 04  | În Abyss                     | Into the Abyss           |
|                     |     |                              |                          |
| 31.12.2012          | 05  | Moștenitorul de drept        | Heir Apparent            |
|                     |     |                              |                          |
| 07.01.2013          | 06  | Planeta pierdută             | Lost Planet              |
|                     |     |                              |                          |
| 14.01.2013          | 07  | Socoteli                     | Reckoning                |
|                     |     |                              |                          |
| 21.01.2013          | 08  | Frica în sine                | Fear Itself              |
|                     |     |                              |                          |
| 28.01.2013          | 09  | În dragoste și război        | ...In Love and War       |
|                     |     |                              |                          |
| 04.02.2013          | 10  | Schimbare de regim           | Regime Change            |
|                     |     |                              |                          |
| 11.02.2013          | 11  | Clubul aviatorilor           | Flight Club              |
|                     |     |                              |                          |
| 18.02.2013          | 12  | Invazia                      | Invasion                 |
|                     |     |                              |                          |
| 25.02.2013          | 13  | Întoarcerea acasă            | Homecomming              |
|                     |     |                              |                          |
| 19.10.2013          | 14  | Tipul cel nou                | The New Guy              |
|                     |     |                              |                          |
| 20.10.2013          | 15  | Reîncărcare                  | Reboot                   |
|                     |     |                              |                          |
| 26.10.2013          | 16  | Lanternă de aburi            | Steam Lantern            |
|                     |     |                              |                          |
| 27.10.2013          | 17  | Speranța albastră            | Blue Hope                |
|                     |     |                              |                          |
| 02.11.2013          | 18  | Prizonierul lui Sinestro     | The Prisoner of Sinestro |
|                     |     |                              |                          |
| 03.11.2013          | 19  | Pierderea                    | Loss                     |
|                     |     |                              |                          |
| 09.11.2013          | 20  | Furie rece                   | Cold Fury                |
|                     |     |                              |                          |
| 10.11.2013          | 21  | Babel                        | Babel                    |
|                     |     |                              |                          |
| 16.11.2013          | 22  | Dragostea e un câmp de luptă | Love is a Battlefield    |
|                     |     |                              |                          |
| 17.11.2013          | 23  | Larfleeze                    | Larfleeze                |
|                     |     |                              |                          |
| 23.11.2013          | 24  | Cicatrici                    | Scarred                  |
|                     |     |                              |                          |
| 24.11.2013          | 25  | Ranx                         | Ranx                     |
|                     |     |                              |                          |
| 30.11.2013          | 26  | Materie întunecată           | Dark Matter              |
|                     |     |                              |                          |

## Legături externe
- Site web oficial
- Lanterna Verde la Big Cartoon DataBase
- Lanterna Verde la Internet Movie Database
- Lanterna Verde la TV.com